# Franco Zanelatto
Franco Zanelatto Téllez (ur. 9 maja 2000 w Asunción) – peruwiański piłkarz pochodzenia urugwajskiego i paragwajskiego występujący na pozycji skrzydłowego, reprezentant Peru, od 2023 roku zawodnik Alianzy Lima.
Jego ojciec pochodzi z Urugwaju, a matka z Paragwaju. Jako dziecko przeprowadził się z rodziną do Peru i przyjął tamtejsze obywatelstwo.